# Communauté de communes de la plaine de France
La communauté de communes de la Plaine de France est une ancienne communauté de communes française, située dans le département de Seine-et-Marne et la région Île-de-France.
Son siège était situé à Mauregard.

## Historique
La communauté est créée en mai 1990 sous le nom de District de la Plaine de France à l'initiative de Charles Pelletier, maire de Vinantes, Maurice Droy, maire du Mesnil-Amelot, Jean Huraux, maire de Mauregard, et Daniel Haquin, maire de Juilly et reprenait les compétences repris les compétences de l’ancien syndicat à vocation multiple (SIVOM) constitué entre les communes de 
Mauregard et du Mesnil-Amelot.
Ce district se transforme en communauté de communes par un arrêté préfectoral du 26 décembre 2001.
Après une période de blocage institutionnel où « un vif conflit oppose en effet le président à la majorité du conseil de communauté au 
sujet du complexe piscine-patinoire-bowling construit par la communauté » pendant lequel « le conseil a refusé de voter le compte administratif 2006 que le préfet a transmis à la  chambre. La majorité du conseil de communauté a demandé la démission du président et lui a 
retiré ses délégations lors du conseil communautaire du 28 juin 2007. À son tour, le président  a retiré leurs délégations aux vice-présidents », au cours duquel le préfet dut procéder d'office à la définition de l'intérêt communautaire par un arrêté du 14 mars 2007, permettant ainsi à l'intercommunalité d'exercer ses compétences, un nouveau dynamisme naît après les élections municipales de 2008.
Le 1er juin 2013, elle fusionne avec les communautés de communes du Pays de la Goële et du Multien et des Portes de la Brie pour former la communauté de communes Plaines et Monts de France.

## Territoire communautaire

### Géographie
La communauté de communes de la plaine de France était située à l’extrême nord du département de Seine-et-Marne à proximité de l’aéroport Roissy-Charles de Gaulle, aux confins de la région Ile-de-France et de la Picardie. Le territoire de la communauté se divisait en trois entités séparées entre lesquelles vient  s’imbriquer le territoire de la communauté de communes du Pays de la Goële et du Multien. Il bénéficiait des importantes retombées économiques et fiscales de la plateforme aéroportuaire  de l'Aéroport de Paris-Charles-de-Gaulle.
Selon la Chambre régionale des comptes d'Île-de-France, « le périmètre réduit et discontinu de la communauté de communes de la plaine de France ne coïncide pas avec un bassin de vie ou d’emploi, puisqu’elle partage le territoire du canton de Dammartin-en-Goële avec la communauté des monts de Goële et la communauté du pays de Goële et du Multien. Ce morcellement d’un même territoire entre plusieurs communautés de communes exerçant des compétences similaires et un syndicat mixte ouvert, le syndicat mixte de la Goële, est un frein à la simplification de la carte intercommunale et complique surtout la gestion au détriment des services rendus aux administrés ».

### Composition
La communauté de communes de la Plaine de France regroupait en 2012 les  huit communes suivantes :
- Juilly
- Le Mesnil-Amelot
- Mauregard
- Moussy-le-Vieux
- Nantouillet
- Othis
- Rouvres
- Vinantes

## Administration

### Siège
L'intercommunalité avait son siège au Mesnil-Amelot, ZA des Vingt Arpents.

### Élus
L'intercommunalité était administrée par son conseil communautaire, constitué  pour la mandature 2008-2013 de 31 élus, issus de chaque commune membres.

### Liste des présidents
| Période                                  | Période       | Identité      | Étiquette | Qualité                               |
| ---------------------------------------- | ------------- | ------------- | --------- | ------------------------------------- |
| Les données manquantes sont à compléter. |               |               |           |                                       |
|                                          | 2008          | Jean Huraux   |           | Maire de Mauregard ( ? → 2010)        |
| 2008                                     | décembre 2012 | Daniel Haquin | DVD       | Agriculteur Maire de Juilly (1989 → ) |

### Compétences
L'intercommunalité exerçait les compétences qui lui avaient été transférées par les communes membres, dans les conditions déterminées par le code général des collectivités territoriales.

### Régime fiscal et budget
La communauté de communes était un établissement public de coopération intercommunale à fiscalité propre
Afin de financer l'exercice de ses compétences, elle percevait la fiscalité professionnelle unique (FPU) – qui a succédé à la taxe professionnelle unique (TPU) – et assure une péréquation de ressources entre les communes résidentielles et celles dotées de zones d'activité.